# 남인용
남인용(南寅勇, 1967년 12월 13일~)은 대한민국의 언론학자이다. 부경대학교의 신문방송학과 교수이며, 광고, PR, 설득, IMC, 미디어와 커뮤니케이션을 교육, 연구하고 있다.

## 학력
- 1986 능인고등학교 졸업
- 1990 서울대학교 신문학과(현, 언론정보학과) 문학사
- 1992 서울대학교 신문학과(현, 언론정보학과) 문학석사
- 1998 서울대학교 언론정보학과(구, 신문학과) 문학박사
- 2012 University at Albany - SUNY

## 경력
- 1995-2003 서울대학교 등 12개 대학 강사
- 1999-2003 신라대학교 광고홍보학과 전임강사/조교수
- 2003-2011 부경대학교 신문방송학과 조교수/부교수
- 2011-현재 부경대학교 신문방송학과 교수

### 어록
이 부분의 본문은 위키인용집:남인용을 참고.

## 강연
- 1999. 7. 22.    광고바로보기,       언론운동시민연합
- 2000. 9. 28.    광고모니터기준,     부산여성회
- 2000. 10. 25.	미디어 속의 광고문제 해결,	언론운동시민연합
- 2000. 12. 14.	광고모니터 실습,	언론운동시민연합
- 2001. 1. 11.	광고제대로 읽기,	부산국어교사모임
- 2002. 4. 17.	Issue Management,	흑자경영연구소
- 2002. 5. 8.	컨벤션 마케팅 광고홍보전략,	한국관광공사
- 2004. 3. 15.	철도청 위기관리훈련	,    대한민국 철도청
- 2005. 5. 31.	소비자심리와 광고,	    한국방송광고공사
- 2005. 9. 8.	PT기법,	    해양수산부
- 2005. 9. 28.	효과적인 의사전달 기법,	해양수산부
- 2005. 12. 5.	어린이 광고에 대한 검토와 제언,	환경정의
- 2006. 3. 17.	정책홍보와 언론대응,	    해양수산부
- 2006. 5. 11.	홍보 실무 교육,	    한국도로공사
- 2006. 7. 4.	미술관 홍보의 이해,	    부산시립미술관
- 2006. 9. 22.	언론 홍보의 이해,	    부산지방기상청
- 2006. 11. 16.	위기관리와 이슈관리,    부산지방기상청
- 2007. 2. 28.	이기는 토론전략,	    한미FTA지원위원회